# Frigga
Frigga (nórdico antigo: Frigg) é a deusa-mãe da dinastia de Aesir na mitologia nórdica. Esposa de Odin, madrasta de Thor, Meili, Váli e Vidar e mãe de Bragi, Baldur, Hoder e Hermod, e em algumas versões também é mãe de Týr e Heimdall. Ela é a deusa da fertilidade, do amor e da união. É também a protetora da família, das mães e das donas-de-casa, e símbolo da doçura. Além disso, é a única deusa além de Odin que pode sentar-se no trono "Hlidskjalf" e observar o universo.

## Na mitologia nórdica
Na Mitologia nórdica, era conhecida como a mais formosa entre as deusas, a primeira esposa de Odin, rainha do Æsir e deusas do céu. Deusa do clã do Ásynjur, é uma deusa da união, do matrimônio, da fertilidade, do amor, da gerência da casa e das artes domésticas. Suas funções preliminares nas histórias mitológicas dos nórdicos são como a esposa e a mãe, mas estas não são somente suas funções. Tem o poder da profecia embora não diga o que conhece, e seja única, à excepção de Odin, a quem é permitido se sentar em seu elevado trono Hlidskialf e olhar para fora sobre o universo. Participa também na Caça Selvagem (Asgardreid) junto com seu marido. Os filhos de Frigga são Balder, Hoder e  Hermodr ; seus enteados são Thor, Meili, Bragi, Váli e Vidar. O companheiro de Frigga é Eir, médico dos deuses da cura. Os assistentes de Frigga são Hlín (a deusa da proteção), Gná (a deusa dos mensageiros), e Fulla (deusa da fertilidade). Não é claro se os companheiros e os assistentes de Frigga são os aspectos simplesmente diferentes da própria Frigga. De acordo com o poema Lokasenna Frigga é a filha de Fjorgyn (versão masculina da “terra,” cf. versão feminina da “mãe terra,” de Torr), sua mãe não é identificada nas histórias que sobreviveram. 
O seu nome tem várias representações (Frige, Frija, Fricka etc.) sendo também, por vezes, relacionada ou confundida com a deusa Freya.